# Catherine de Parthenay
Catherine de Parthenay (Mouchamps, Francia, 22 de marzo de 1554 - Mouchamps, 26 de octubre de 1631) fue una noble y matemática francesa. Estudió con el matemático François Viète y fue considerada una de las mujeres más brillantes de la época. Su primer marido fue Charles de Quelennec, y tras su muerte se casó con Renato II de Rohan, un hugonote.

## Biografía

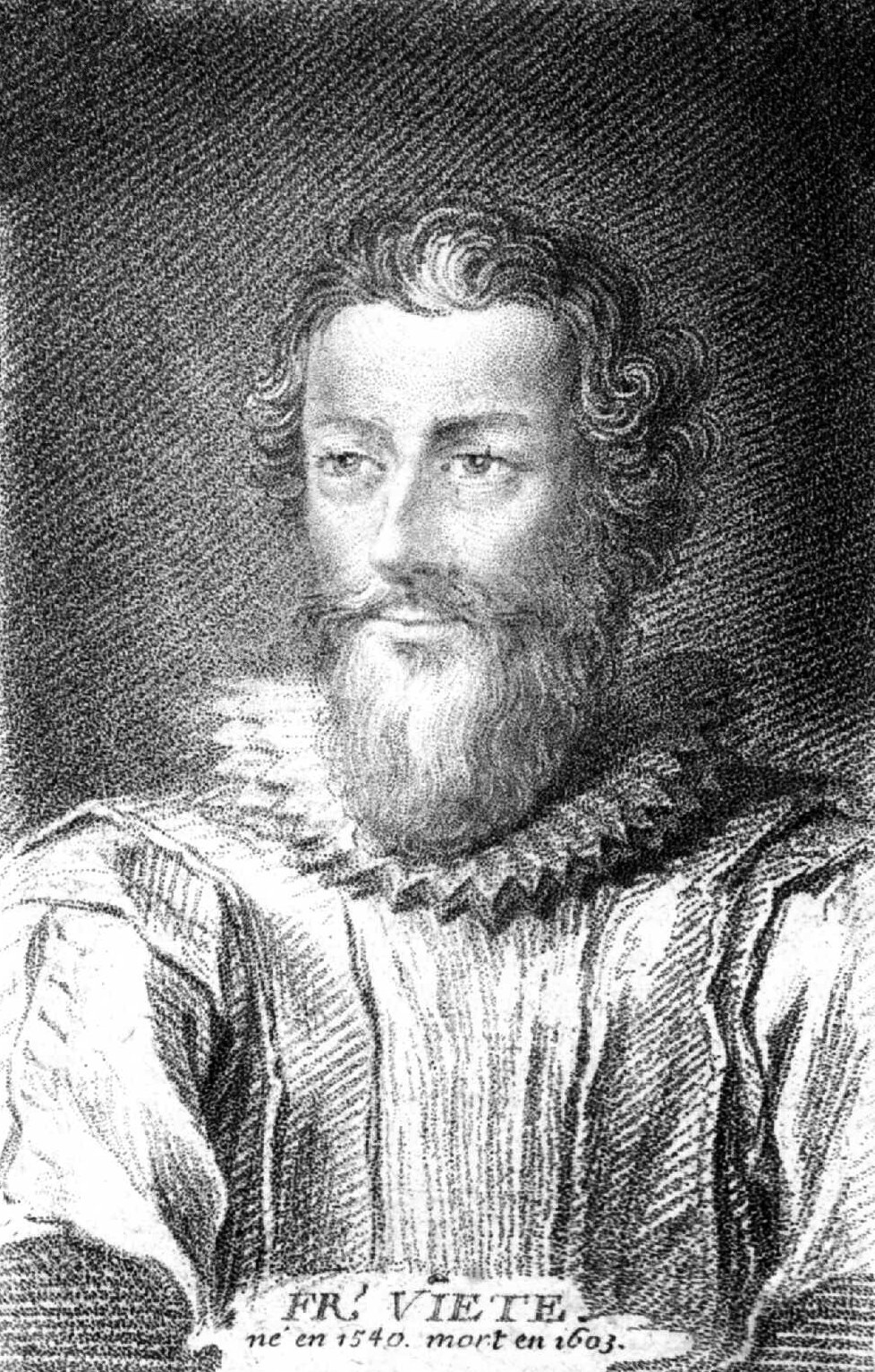
François Viète.

Catherine era la heredera de la rica familia hugonote Parthenay-Leveque, originaria de la región de Poitou. Era nieta de Michelle de Saubonne e hija de Juan V de Parthenay, descendiente de la Casa de Lusignan.
A una edad temprana mostró interés en la astrología y la astronomía. Debido a su interés y a su elevada inteligencia, su madre buscó un tutor para ella. Finalmente, François Viète, considerado el mayor matemático de la época, fue contratado como su tutor. Viète le enseñó materias como geografía, descubrimientos recientes, conocimiento cosmográfico y matemáticas, despertando estas últimas su interés, lo que la llevaría a convertirse en matemática.
Siendo muy joven, se casó con Charles de Quelennec, barón de Pont-l'Abbé, que murió durante la matanza de San Bartolomé.
Tras enviudar a los 18 años, Catherine fue pretendida por Renato II de Rohan, en aquel momento segundo hijo de la Casa de Rohan, pero Catherine no aceptó casarse con él hasta que se convirtió en vizconde de Rohan y heredó la fortuna familiar tras la muerte de su hermano mayor.
Con Renato II de Rohan tuvo cinco hijos:
- Henriette de Rohan (1577-1624),
- Enrique II de Rohan (1579-1638), I duque de Rohan, destacado militar y diplomático hugonote,
- Catherine de Rohan (1580-1607), casada con Juan II del Palatinado-Zweibrücken,
- Benjamin de Rohan (1583-1642), I duque de Frontenay, líder militar hugonote,
- Anne de Rohan (1584-1646), poetisa.